# 양당초등학교
양당초등학교는 대한민국 충청남도 천안시 서북구에 있는 공립 초등학교이다.

## 학교 연혁
- 1949년 9월 30일: 개교
- 1982년 3월 1일: 병설유치원 개원
- 1996년 3월 1일: 양당초등학교로 개칭

## 참고 자료
- 양당초등학교 - 한국교육학술정보원 학교알리미